# 貝瑞塔M3衝鋒槍
貝瑞塔M3（Beretta Model 3）是義大利貝瑞塔在1956年制造的9×19毫米口徑衝鋒槍。

## 歷史及設計
貝瑞塔M3是二戰時期貝瑞塔M1938的重新設計改進版本，貝瑞塔M1938原本的木制槍托改為鋼制摺疊槍托，加入手槍型握把及延長彈匣接口，並對應20或40發彈匣。貝瑞塔M3裝有兩個扳機，一個為全自動，另一個為單發。貝瑞塔M3採用開放式槍栓設計，射速只有每分鐘550發，低射速令其在全自動及單發時凖確度較高。
義大利軍隊的貝瑞塔M3在1959年被貝瑞塔M12取代。

## 外部連結
- （英文）—貝瑞塔M3介紹（页面存档备份，存于）